# Campionati europei di nuoto in vasca corta 2011 - 200 metri misti maschili
La gara dei 200 metri misti maschili degli europei di Stettino 2011 si è svolta l'8 dicembre  2011. Le batterie di qualificazione si sono disputate nella mattina e la finale nel pomeriggio.

## Medaglie
| Posizione | Atleta       | Paese    |
| --------- | ------------ | -------- |
| Oro       | László Cseh  | Ungheria |
| Argento   | Markus Rogan | Austria  |
| Bronzo    | Gal Nevo     | Israele  |

## Qualifiche
Si sono qualificati per la finale un massimo di due atleti per nazione.
| Pos. | Atleta                | Nazionalità   | Tempo   | Batteria | Corsia | Note |
| ---- | --------------------- | ------------- | ------- | -------- | ------ | ---- |
| 1    | László Cseh           | Ungheria      | 1:55.51 | 3        | 5      | Q    |
| 2    | Diogo Filipe Carvalho | Portogallo    | 1:55.90 | 2        | 5      | Q    |
| 3    | Dinko Jukić           | Austria       | 1:56.26 | 3        | 4      | Q    |
| 4    | Markus Rogan          | Austria       | 1:56.29 | 4        | 4      | Q    |
| 5    | Gal Nevo              | Israele       | 1:56.35 | 4        | 5      | Q    |
| 6    | Raphael Stacchiotti   | Lussemburgo   | 1:56.51 | 3        | 7      | Q    |
| 7    | Dmitry Zhilin         | Russia        | 1:56.59 | 2        | 4      | Q    |
| 8    | Federico Turrini      | Italia        | 1:56.74 | 3        | 3      | Q    |
| 9    | Alexander Tikhonov    | Russia        | 1:56.96 | 4        | 6      | Q    |
| 10   | Viacheslav Andrusenko | Russia        | 1:57.18 | 4        | 3      |      |
| 11   | Jakub Jasinski        | Polonia       | 1:57.22 | 2        | 1      | Q    |
| 12   | Joe Roebuck           | Gran Bretagna | 1:57.40 | 4        | 7      |      |
| 13   | Pavel Sankovič        | Bielorussia   | 1:57.71 | 2        | 6      |      |
| 14   | Ivan Trofimov         | Russia        | 1:57.72 | 4        | 2      |      |
| 15   | Lukasz Wojt           | Polonia       | 1:57.84 | 3        | 6      |      |
| 16   | Daniel Skaaning       | Danimarca     | 1:57.86 | 2        | 2      |      |
| 17   | Chris Christensen     | Danimarca     | 1:57.91 | 3        | 2      |      |
| 18   | Luca Angelo Dioli     | Italia        | 1:58.49 | 2        | 3      |      |
| 19   | Jakub Maly            | Austria       | 1:58.63 | 2        | 8      |      |
| 20   | Andreas Vazaios       | Grecia        | 1:58.75 | 1        | 5      |      |
| 21   | Xavier Mohammed       | Gran Bretagna | 1:59.15 | 2        | 9      |      |
| 22   | Sami Juopperi         | Finlandia     | 1:59.59 | 4        | 8      |      |
| 23   | Yury Suvorau          | Bielorussia   | 1:59.72 | 2        | 7      |      |
| 24   | Roberto Pavoni        | Gran Bretagna | 1:59.79 | 1        | 6      |      |
| 25   | Saša Imprić           | Croazia       | 1:59.99 | 3        | 1      |      |
| 26   | Ganesh Pedirand       | Francia       | 2:00.01 | 3        | 0      |      |
| 27   | Louis Croenen         | Belgio        | 2:00.07 | 4        | 0      |      |
| 28   | Vitaliy Alpatov       | Ucraina       | 2:00.13 | 1        | 3      |      |
| 29   | Dominik Duer          | Austria       | 2:00.24 | 4        | 1      |      |
| 30   | Mike Marissen         | Paesi Bassi   | 2:01.95 | 3        | 9      |      |
| 31   | Artsiom Lapukhin      | Bielorussia   | 2:02.18 | 4        | 9      |      |
| 32   | Arnaud Rondan         | Francia       | 2:02.90 | 2        | 0      |      |
| 33   | Pavol Jelenak         | Slovacchia    | 2:02.94 | 1        | 4      |      |
| 33   | Viktor B.Bromer       | Danimarca     | 2:02.94 | 3        | 8      |      |

## Finale
| Pos. | Atleta                | Nazionalità | Tempo   | Corsia |
| ---- | --------------------- | ----------- | ------- | ------ |
| 1    | László Cseh           | Ungheria    | 1:53.43 | 4      |
| 2    | Markus Rogan          | Austria     | 1:53.63 | 6      |
| 3    | Gal Nevo              | Israele     | 1:54.87 | 2      |
| 4    | Diogo Filipe Carvalho | Portogallo  | 1:54.98 | 5      |
| 5    | Dmitry Zhilin         | Russia      | 1:55.50 | 1      |
| 6    | Dinko Jukić           | Austria     | 1:55.57 | 3      |
| 7    | Raphael Stacchiotti   | Lussemburgo | 1:56.62 | 7      |
| 8    | Federico Turrini      | Italia      | 1:57.65 | 8      |
| 9    | Alexander Tikhonov    | Russia      | 1:57.98 | 0      |
| 10   | Jakub Jasinski        | Polonia     | 1:58.86 | 9      |